# 弗兰克·诺克斯
弗兰克·诺克斯（英語：William Franklin Knox，1874年1月1日—1944年4月28日），是美国共和党政治家、报社编辑和出版商。他曾是1936年的共和党副总统候选人，但在选举中落败。诺克斯在二战期间担任富兰克林·罗斯福政府的海军部长。1941年12月7日，美国东部时间下午1点30分左右，诺克斯在助手的陪同下走进罗斯福总统的白宫书房，向其宣布了日本偷袭珍珠港的这一消息。诺克斯在1941年12月11日德国元首阿道夫·希特勒的演讲中被点名，希特勒在当日宣布对美国宣战。
1941年，美国参加二战后，诺克斯支持增加对反法西斯盟军的援助；他主持了一次海军的集结行动，并积极推动拘留日裔美国人。诺克斯担任海军部长直到1944年4月28日去世，他被安葬在弗吉尼亚州的阿灵顿国家公墓。

## 文献来源
This article incorporates text in the public domain from the United States Department of the Navy.
- Jordan, Jonathan W., American Warlords: How Roosevelt's High Command Led America to Victory in World War II (NAL/Caliber 2015).
- Frank Knox: Roughrider in FDR's War Cabinet, by Christopher D. O'Sullivan (forthcoming, 2015).
- . Online Library of Selected Images. Naval Historical Center, Department of the Navy.   [2007-12-29]. （原始内容存档于2009-03-03）.
- . USN Ships. Naval Historical Center, Department of the Navy.   [2007-12-29]. （原始内容存档于2009-04-22）.
- . The Frank Knox Memorial Fellowships. Harvard University.   [2007-12-29]. （原始内容存档于2007-12-18）.